# Замок Бройх
Замок Бройх (Брох; нем.  Schloss Broich ) — замок в районе Бройх немецкого города Мюльхайма-на-Руре (федеральная земля Северный Рейн — Вестфалия). Замок Бройх — это старейшее укрепление эпохи Каролингов, расположенное к северу от Альп.

## История
В 883 году викинги захватывают Дуйсбург и обустраивают здесь зимний лагерь. Это вынуждает франкского герцога Генриха зимой 883/884 годов соорудить укрепленный лагерь на берегу Рура для защиты брода, через который проходил путь Hellweg — главная средневековая дорога региона, соединяющая место впадения Рура в Рейн в Дуйсбурге и Тевтобургский Лес в окрестностях Падерборна. Были сооружены овальная окружная стена и двухэтажное здание. Однако, отсутствие складов, источников, кухонных помещений говорит о том, что укрепление не предполагалось к постоянному использованию.
Весной 884 года армия Генриха прогоняет викингов и укрепление теряет своё стратегическое значение. Тем не менее, как минимум до конца первой четверти X века укрепление продолжает эксплуатироваться и в 923 году здесь состоялась встреча короля Восточно-Франкского королевства Генриха I Птицелова и короля Франции Роберта I, о чем свидетельствут летопись Флодоарда Реймсского . Вскоре за этим замок, судя по всему, был покинут.
Заброшенный замок восстанавливается в конце XI века благородными господами фон Бройх. Сохранилось письменное упоминание о том, что владельцы замка фон Бройх вместе с сеньорами фон Мюльхайм и фон Дюмптен выступали свидетелями в графском суде в 1093 году.
В 1188 году замок приобретает архиепископ Кёльна Филипп I фон Хайнсберг за 400 марок, но семейство Бройх продолжает жить в замке и после этого. К концу XII века замок Бройх предстает уже настоящей крепостью. Окружная стена перестраивается и повышается на 1,5 м, в северо-восточной части сооружается цитадель, строится донжон высотой 17 м. В 1240 году замок выдерживает осаду архиепископа Кёльна Конрада фон Гохштадена в ходе территориальной войны между ним и герцогом Генрихом IV Лимбургским, вассалами которого являлись сеньоры фон Бройх.
Последним владельцем замка из семейства фон Бройх был Дитрих V, на котором пресеклось мужское колено рода. Его старшая дочь Лукардис была замужем за графом Дитрихом IV Лимбургским, которому по наследству и перешло владение замком в 1372 году. При нем между 1380 и 1400 годами строится готический корпус с большим залом и выделяющимся ступенчатым фронтоном. В ходе вооруженных конфликтов между владельцем замка Генрихом фон Лимбург-Бройхом и графом Мёрса Дитрихом II между 1437 и 1439 годом замок Бройх выдерживает несколько осад. 2 сентября 1443 года замок осаждает объединенная армия архиепископа Кёльна, герцога Герхарда фон Юлих-Берга, льежского епископа Иоанна VIII фон Хайнсберга и курфюрста Саксонии Фридриха II общей численностью 22000 человек. В ходе осады рушится донжон, сильно повреждается окружная стена, жилые и нежилые строения. 19 сентября гарнизон замка сдается. Это был первый захват замка Бройх в его истории. На восстановление замка победители выделяют 6000 рейнских золотых гульденов, но тем не менее донжон и мост через Рур отстроены не были.
Так как у Иоанна фон Лимбург-Бройха не было своих детей он в 1505 году удочеряет свою племянницу Ирмгард фон Сайн и выдает её замуж за Вириха V фон Даун-Фалькенштайна и дает в приданое замок Бройх и половину графства Лимбург. При Вирихе V фон Даун-Фалькенштайне проводится существенная перестройка замка — заделываются ворота в северо-западной башне, между северо-западной башней и замковой стеной двора строится двухэтажное жилое здание, возводится три фахверковых здания. При этом оборонительные сооружения не возводились и работы по укреплению замка не проводились.
В ходе Кёльнской и Восьмидесятилетней войн, начиная с 1584 года в замке постоянно расквартировываются войска то Испании, то Республики Соединенных провинций, что приносит замку существенный ущерб. Наконец, 5 октября 1598 года к замку подтягивается пятитысячная испанская армия под командованием адмирала Франсиско де Мендоса с несколькими орудиями. Напрасно Вирих VI фон Даун-Фалькенштайн убеждал испанцев в своем нейтралитете. Де Мендоса отдает приказ об обстреле замка, в ходе которого пробивается значительная брешь в крепостной стене, а другие сооружения замка претерпели существенный ущерб. На следующий день Вирих VI фон Даун-Фалькенштайн объявляет о сдаче замка, а 11 октября кончает собой.
Сильно разрушенный замок восстанавливается и приобретает вид близкий современному только в 1644—1648 годах Вильгельмом Вирихом фон Даун-Фалькенштайном. В 1682 году Вильгельм Вирих умирает и замок переходит по наследству его дочери Кристине Луизе, находящейся замужем за графом Эмихом Кристианом фон Лайнинген-Дагсбургом. При них замок теряет своё оборонительное значение и становится резиденцией. Интерес к замку Бройх проявляет только их внучка Мария Луиза Альбертина Лайнинген-Дагсбург-Фалькенбург, которая поручает перестроить замок французскому архитектору Николасу де Пигажу. При этом северное крыло замка сносится, а западное перестраивается в классическом стиле.
После Наполеоновских войн в 1815 году по решению Венского конгресса замок Бройх в составе Рурской области аннексируется в пользу Пруссии. В 1830 году умирает последний владелец замка Бройх Георг Карл Гессен-Дармштадтский. В 1857 году сильно разрушенный замок приобретает на аукционе банкир Эдуард Штёкер за 335000 талеров. При нем сносятся фахверковые дома и пристраивается двухэтажная вилла.
В 1938 году замок переходит в муниципальное владение города Мюльхайм-ан-дер-Рур. После второй мировой войны разрушения замка становятся очевидными и в 1952 проводятся ремонтные работы, в частности, строится новая крыша. В 1967—1974 годах проводятся масштабные реставрационные работы под руководством профессора Гюнтера Биндинга, в ходе которых освобождаются фундаменты стен каролингского периода. В 1975 году замок Broich был торжественно открыт.

## Замок Бройх сегодня
Сегодня залы замка Бройх используются для бракосочетаний. Рыцарский зал, каминный зал и гербовый зал используются для частных праздников и мероприятий. В мансарде замка находится офис туристической фирмы «Mülheimer Stadtmarketing und Tourismus GmbH». Также в замке находится музей истории города Мюльхайм-ан-дер-Рур, в котором экспонируются находки археологических раскопок. Вход в музей бесплатный.
С 2000 года в замке Бройх проводится фестиваль фолк-музыки Сastle Rock Festival. Ежегодно в фестивале принимают участие около 100 музыкальных коллективов преимущественно представителей Тёмной сцены Рурского региона. Фестиваль пользуется огромной популярностью — билеты распродаются за несколько месяцев до его начала.